# Obereoides setulosus
Obereoides setulosus är en skalbaggsart som först beskrevs av Aurivillius 1920.  Obereoides setulosus ingår i släktet Obereoides och familjen långhorningar. Inga underarter finns listade i Catalogue of Life.